# ジェイドン・サンチョ
ジェイドン・サンチョ（Jodon Sancho, 2000年3月25日 - ）は、イングランド・ロンドン・サザーク区出身のプロサッカー選手。プレミアリーグ・マンチェスター・ユナイテッドFC所属。イングランド代表。ポジションはフォワード。

## 経歴

### クラブ
トリニダード・トバゴ出身の両親のもと、7歳からワトフォードリザーブに所属し、2015年3月、14歳の時マンチェスター・シティ EDSに移籍した。
2017年8月31日、ドイツのドルトムントに移籍し、同年移籍したウスマン・デンベレの着用していた背番号7番を与えられた。10月21日、フランクフルト戦でマクシミリアン・フィリップとの交代出場でブンデスリーガデビュー。2018年4月21日、レバークーゼン戦で初ゴールと2アシストも記録した。
2018年9月30日、第6節のレバークーゼン戦では1アシストを記録して暫定首位のアシスト王になった。2018-19シーズンは12ゴール14アシストを記録し、ブンデスリーガシーズンベストイレブンに選出された。
2019年8月8日、DFLスーパーカップのバイエルン・ミュンヘン戦では決勝点を挙げ5シーズンぶりの優勝に貢献した。2020年5月31日、第29節のパーダーボルン戦ではキャリア初となるハットトリックを達成。2020-21シーズンのDFBポカール決勝、RBライプツィヒ戦では2ゴールを挙げてチームを優勝に導いた。
2021年7月1日、マンチェスター・ユナイテッドはサンチョの移籍に関してドルトムントとの合意を発表した。7月23日、マンチェスター・ユナイテッドと2026年6月までの契約（1年の延長オプション付き）を締結したことが発表された。
2023年9月、練習でのパフォーマンスを理由に3日のアーセナル戦の登録メンバーから外したというエリック・テン・ハフ監督のコメントを載せた報道に自身のSNSで反論。これをクラブは規律違反と捉え、14日、問題が解決するまでサンチョがトップチームから離脱すると発表した。
2024年1月11日、ボルシア・ドルトムントにシーズン終了までのローンで復帰した。なお、買い取りオプションは付いておらず移籍金は350万ユーロ。
2024年1月13日、ブンデスリーガ第17節のダルムシュタット戦で途中出場し、ドルトムント復帰後初出場を果たした。また、この試合ではマルコ・ロイスのゴールをアシストし、チームの勝利に貢献した。
2024年8月31日、チェルシーへ1シーズンのローン移籍。買い取り義務が設定されている。リーグ戦31試合に出場したが、チェルシーは違約金500万ポンドをマンチェスター・ユナイテッドに支払い、買い取りを拒んだ。

### 代表
イングランド代表として各年代でプレーし、2017年にはUEFA U-17欧州選手権に出場し、最優秀選手に選出された。FIFA U-17ワールドカップにも出場し3得点を記録した。
2018年10月4日、UEFAネーションズリーグ2018-19に向けたイングランド代表に初招集された。10月12日、クロアチア代表戦で途中交代から代表デビューを果たした。
2019年9月10日、UEFA EURO 2020予選のコソボ戦で代表初ゴールを記録した。
2021年、UEFA EURO 2020決勝では延長後半終了間際に途中出場、PK戦で4人目のキッカーとして登場したが、3人目のマーカス・ラッシュフォードに続きシュートを防がれてしまい、更に5人目のブカヨ・サカのシュートも防がれ、準優勝に終わった。

## 個人成績

### クラブ
| 国内大会個人成績 | 国内大会個人成績  | 国内大会個人成績 | 国内大会個人成績 | 国内大会個人成績 | 国内大会個人成績 | 国内大会個人成績 | 国内大会個人成績 | 国内大会個人成績 | 国内大会個人成績 | 国内大会個人成績 | 国内大会個人成績 |
| 年度             | クラブ            | 背番号           | リーグ           | リーグ戦         | リーグ戦         | リーグ杯         | リーグ杯         | オープン杯       | オープン杯       | 期間通算         | 期間通算         |
| 年度             | クラブ            | 背番号           | リーグ           | 出場             | 得点             | 出場             | 得点             | 出場             | 得点             | 出場             | 得点             |
| ドイツ           | ドイツ            | ドイツ           | ドイツ           | リーグ戦         | リーグ戦         | リーグ杯         | リーグ杯         | DFBポカール      | DFBポカール      | 期間通算         | 期間通算         |
| ---------------- | ----------------- | ---------------- | ---------------- | ---------------- | ---------------- | ---------------- | ---------------- | ---------------- | ---------------- | ---------------- | ---------------- |
| 2017-18          | ドルトムント      | 7                | ブンデスリーガ   | 12               | 1                | -                | -                | 0                | 0                | 12               | 1                |
| 2018-19          | ドルトムント      | 7                | ブンデスリーガ   | 34               | 12               | -                | -                | 2                | 0                | 36               | 12               |
| 2019-20          | ドルトムント      | 7                | ブンデスリーガ   | 32               | 17               | -                | -                | 3                | 0                | 35               | 17               |
| 2020-21          | ドルトムント      | 7                | ブンデスリーガ   | 26               | 8                | -                | -                | 6                | 6                | 32               | 14               |
| 2021-22          | マンチェスター・U | 25               | プレミアリーグ   | 29               | 3                | 1                | 0                | 1                | 1                | 31               | 4                |
| 2022-23          | マンチェスター・U | 25               | プレミアリーグ   | 26               | 6                | 2                | 0                | 3                | 0                | 31               | 6                |
| 2023-24          | マンチェスター・U | 25               | プレミアリーグ   | 3                | 0                | 0                | 0                | 0                | 0                | 3                | 0                |
| ドイツ           | ドイツ            | ドイツ           | ドイツ           | リーグ戦         | リーグ戦         | リーグ杯         | リーグ杯         | DFBポカール      | DFBポカール      | 期間通算         | 期間通算         |
| 2023-24          | ドルトムント      | 10               | ブンデスリーガ   | 14               | 2                | -                | -                | -                | -                | 14               | 2                |
| イングランド     | イングランド      | イングランド     | イングランド     | リーグ戦         | リーグ戦         | FLカップ         | FLカップ         | FAカップ         | FAカップ         | 期間通算         | 期間通算         |
| 2024-25          | チェルシー        | 19               | プレミアリーグ   | 31               | 3                | 0                | 0                | 2                | 0                | 33               | 3                |
| 通算             | ドイツ            | ドイツ           | ブンデスリーガ   | 118              | 40               | -                | -                | 11               | 6                | 129              | 46               |
| 通算             | イングランド      | イングランド     | プレミアリーグ   | 89               | 12               | 3                | 0                | 6                | 1                | 98               | 13               |
| 総通算           | 総通算            | 総通算           | 総通算           | 207              | 52               | 3                | 0                | 17               | 7                | 227              | 59               |

### 代表
| イングランド代表 | 国際Aマッチ | 国際Aマッチ |
| 年               | 出場        | 得点        |
| ---------------- | ----------- | ----------- |
| 2018             | 3           | 0           |
| 2019             | 8           | 2           |
| 2020             | 7           | 1           |
| 2021             | 5           | 0           |
| 通算             | 23          | 3           |

#### ゴール
| #  | 年月日         | 開催地                                       | 対戦国       | スコア | 結果 | 試合概要           |
| -- | -------------- | -------------------------------------------- | ------------ | ------ | ---- | ------------------ |
| 1. | 2019年9月11日  | サウサンプトン、セント・メリーズ・スタジアム | コソボ       | 4-1    | 5-3  | UEFA EURO 2020予選 |
| 2. | 2019年9月11日  | サウサンプトン、セント・メリーズ・スタジアム | コソボ       | 5-1    | 5-3  | UEFA EURO 2020予選 |
| 3. | 2020年11月13日 | ロンドン、ウェンブリー・スタジアム           | アイルランド | 1-0    | 3-0  | 親善試合           |

## タイトル

### クラブ
ドルトムント
- DFLスーパーカップ（2019）
- DFBポカール（2020-21）

マンチェスター・ユナイテッド
- EFLカップ（2022-23）

### 代表
- FIFA U-17ワールドカップ（2017）

### 個人
- UEFA U-17欧州選手権最優秀選手（2017）[20]